# 第1補給連隊 (フランス軍)
第1補給連隊（だいいちほきゅうれんたい、1er régiment du matériel：1e RMAT）は、モゼル県メスに駐屯する、第1後方支援旅団隷下のフランス陸軍の後方支援連隊である。2011年に解隊された。
兵種は輜重など、伝統的区分は輜重兵である。

## 沿革
- 1981年：Thionvilleにて新編される
- 1985年：サールブールに移駐される。
- 2005年6月30日：第9補給連隊が解隊され同連隊に一部吸収される。
- 2011年6月30日：解隊される。

## 最新の部隊編成
- 連隊本部
- 本部管理中隊 - （Woippy駐屯地）
- 第3供給中隊 - （Woippy駐屯地）
- 第1移動整備中隊 - （Woippy駐屯地）
  - 第1総合技術グループ - （Woippy駐屯地）
  - 第1移動整備小隊 - （サールブール駐屯地）
- 第2移動整備中隊 - （ドラギャナン駐屯地）
  - 第2総合技術グループ- （ドラギャナン駐屯地）
  - 第2移動修理小隊 - （コンメッシー駐屯地）
  - 第3移動修理小隊 - （エピナル駐屯地）
- 第4需品中隊 - （ブリエンヌ=ラ=シャトルー駐屯地）
- 第5需品中隊 - （Rozelier駐屯地）
- 第6需品中隊 - （Connantray Rozelier駐屯地）
- 第7需品中隊 - （neubourg駐屯地）

## 任務
- 連隊は、フランス北東部駐屯の第1線部隊に対する補給支援をおこなう。
- 各派遣先において、技官と軍人が協力して高度な自動車整備や軍用品整備等を行い、連隊の隊員に対して専門的な知識の普及にあたる。

### 定員
連隊は1200名からなり、軍人620名、軍属600名で構成される。

## 主要装備
- GIAT BM92-G1
- FA-MAS
- P4
- TRM 2000
- TRM 4000
- TRM 10000
- GBC 180